# Shiretoko (park)
Shiretoko (Japans: 知床国立公園, Shiretoko Kokuritsu Kōen) is een nationaal park in het noordoosten van het Japanse eiland Hokkaido dat het grootste deel van het schiereiland Shiretoko bestrijkt. Het park werd in juni 1964 opgericht en heeft een oppervlakte van 386,33 km².
Het is een van de meest afgelegen gebieden van Japan en het grootste deel van het schiereiland is dan ook alleen te voet of per boot bereikbaar. Het park staat er om bekend dat het de grootste populatie bruine beren van Japan heeft. Vanaf de bergen van het park is Koenasjir te zien, een eiland dat bij Rusland hoort, maar door Japan wordt geclaimd.
Sinds 2005 staat het park op de werelderfgoedlijst van UNESCO.

## Afbeeldingen

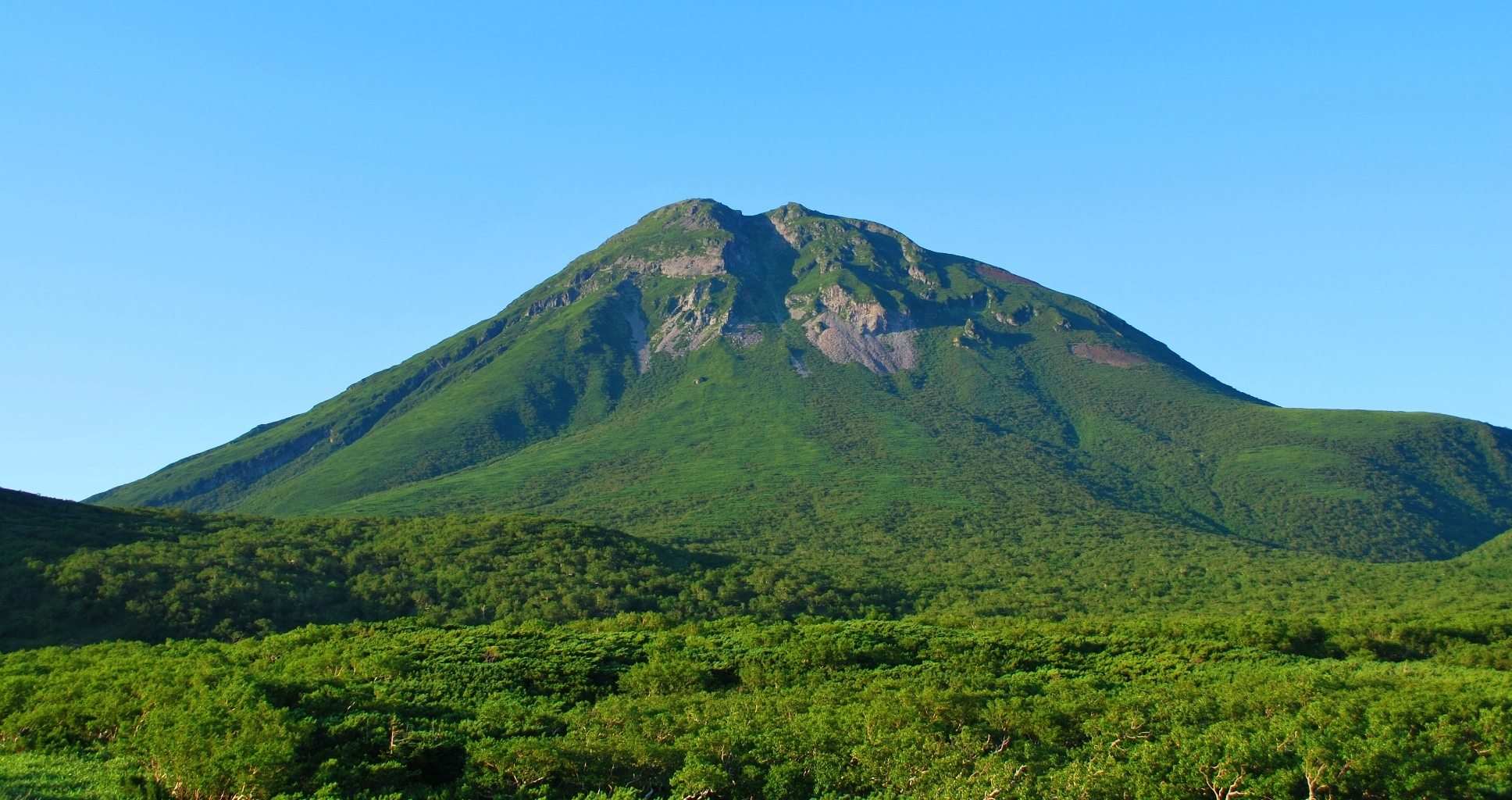
Mount Rausu
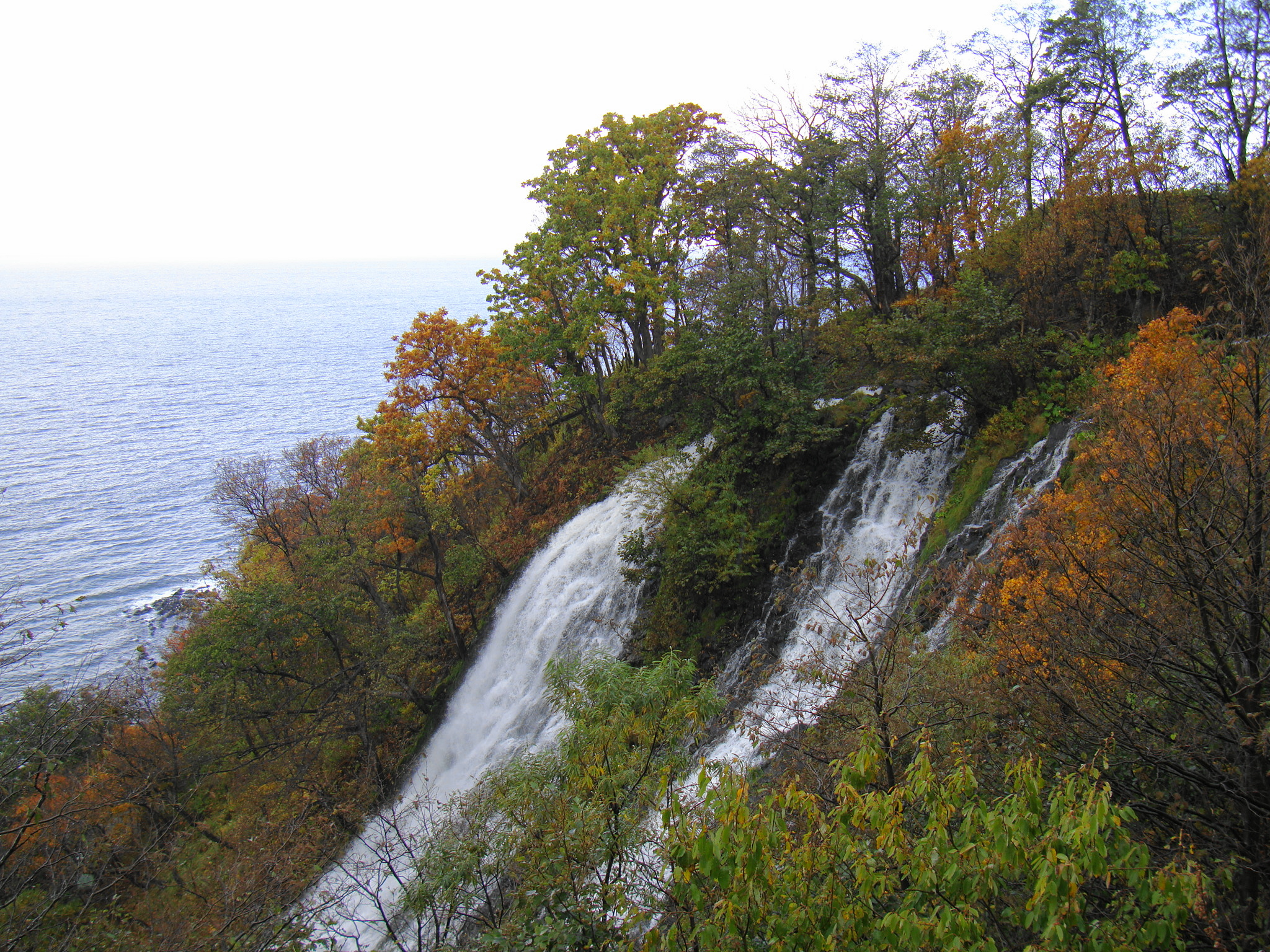
Waterval
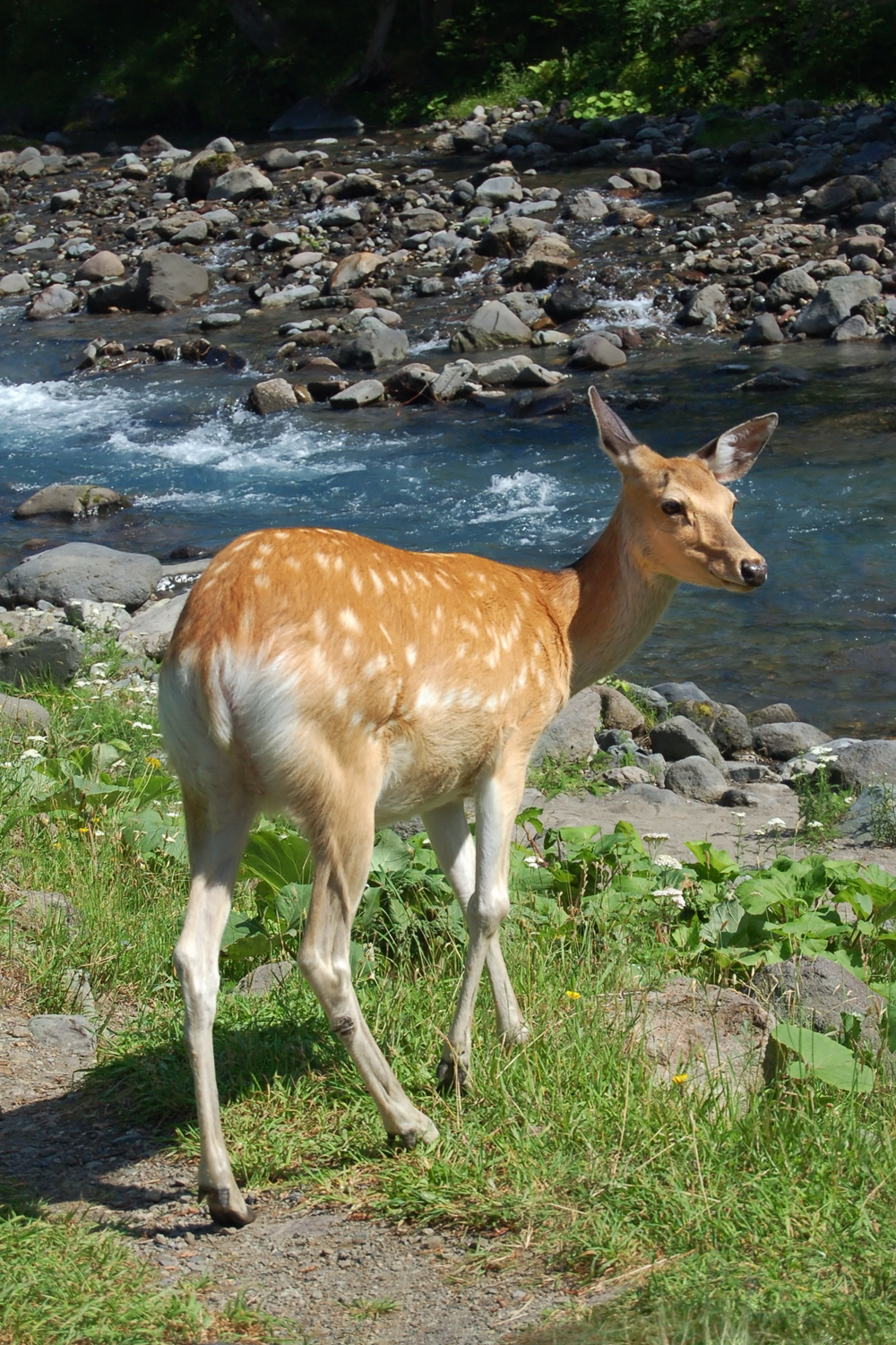
Sikahert in het park

Boeddhistische monumenten in het Horyu-ji-gebied ·
Kasteel Himeji ·
Shirakami-Sanchi ·
Yakushima ·
Historische monumenten van oud-Kyoto (Kyoto, Uji en Otsu) ·
Historische dorpen van Shirakawa-go en Gokayama ·
Vredesmonument in Hiroshima (Genbaku Dome) ·
Itsukushima-schrijn ·
Historische monumenten van oud-Nara ·
Schrijnen en tempels van Nikko ·
Gusuku en plaatsen van het Koninkrijk Riukiu ·
Heilige plaatsen en pelgrimsroute in het Kii-gebergte ·
Shiretoko ·
Zilvermijn Iwami Ginzan en zijn cultuurlandschap ·
Hiraizumi - Tempels, tuinen en archeologische sites die het boeddhistische Pure Land vertegenwoordigen ·
Ogasawara-eilanden ·
Fujisan, heilige plaats en bron van artistieke inspiratie ·
Zijdefabriek van Tomioka en aanverwante sites ·
Sites van de industriële revolutie van Japan tijdens de Meijiperiode: ijzer en staal, scheepsbouw en kolenmijnbouw ·
Architecturaal werk van Le Corbusier (Nationaal Museum voor Westerse Kunst) · 
Heilige eiland Okinoshima en aanverwante sites in Munakata · 
Verborgen christelijke sites in de streek van Nagasaki ·
Groep van kofun van Mozu-Furuichi: grafheuvels van oud-Japan ·
Amami-Oshima, Tokunoshima, noordelijk deel van Okinawa en Iriomote ·
Prehistorische Jomon-sites in Noord-Japan ·
Goudmijnen op het eiland Sado
- Bibliotheek van het Japanse parlement: 001105701
- Virtual International Authority File: 259562277